# Alwin Grope
Alwin Grope († 1325) war Ratsherr der Hansestadt Lübeck.

## Leben
Grope war Sohn des Lübecker Ratsherrn Werner Grope und ist nach der Einordnung in die Lübeckische Ratslinie wohl schon im 13. Jahrhundert in Lübeck Ratsherr gewesen. Belegt ist er 1301 als Gesandter Lübecks in Dänemark. Er war 1310 Vorsteher des Johannisklosters in Lübeck. Er war an Anleihen über 1000 Mark Silber (1312) und über 500 Mark Silber (1313) an den schwedischen Herzog Erik Magnusson beteiligt.
Er war mit einer Tochter des Lübecker Bürgers Goswin Klingenberg verheiratet und bewohnte bis 1301 das 1290 erworbene Haus Breite Straße 1–3, danach das Haus Königstraße 42.